# 제롬 랄랑드
조제프 제롬 르프랑수아 드 랄랑드(프랑스어: Joseph Jérôme Lefrançois de Lalande, 1732년 7월 11일 ~ 1807년 4월 4일)는 프랑스의 천문학자이다.

## 생애
랄랑드는 1732년 부르캉브레스에서 태어났다. 그는 법학을 공부하러 파리로 유학을 갔으나, 클뤼니 호텔에서 묵는 동안 조제프 니콜라 더릴과 만난 것이 인연이 되어 천문학에 관심을 가지게 되었다. 그는 곧 천문학에 열정을 가지게 되었고, 더릴과 피에르 샤를 르 모니에의 애제자가 되었다. 그러나 그는 법학공부를 마친 후 변호사로 활동하기 위해서 부르캉브레스로 돌아가려고 할쯤 르 모니에에 의해서 베를린으로 보내지게 되었고 니콜라 루이 드 라카유의 희망봉에서의 일을 도와 달의 시차를 관측하였다. 이 관측은 성공적으로 끝났고, 그는 베를린 아카데미에 들어갈 수 있었고 파리 아카데미의 천문대 부대장이 되었다. 랄랑드는 행성 관측에 많은 노력을 하여 1759년에는 에드먼드 핼리의 핼리 혜성에 대한 표를 수정하였고, 그해 장축단을 통과했던 핼리 혜성에 대한 역사를 정리하였으며, 알렉시스 클레로를 도와 혜성의 움직임을 계산하기도 하였다. 1762년 더릴은 콜레주 드 프랑스의 천문학장에서 은퇴하였으며, 후임으로 랄랑드가 취임하였다. 그는 46년간 천문학장으로 재직하였다. 이 무렵 랄랑드의 집에서는 천문학에 대한 토의가 자주 진행되었으며, 그의 제자 중에는 장바티스트 조제프 들랑브르, 주세페 피아치, 피에르 메생 등이 있었다. 1769년의 금성 일면통과와 관련된 출판으로 인하여 그는 크게 유명해졌다. 1807년 파리에서 사망하였다.

## 평가

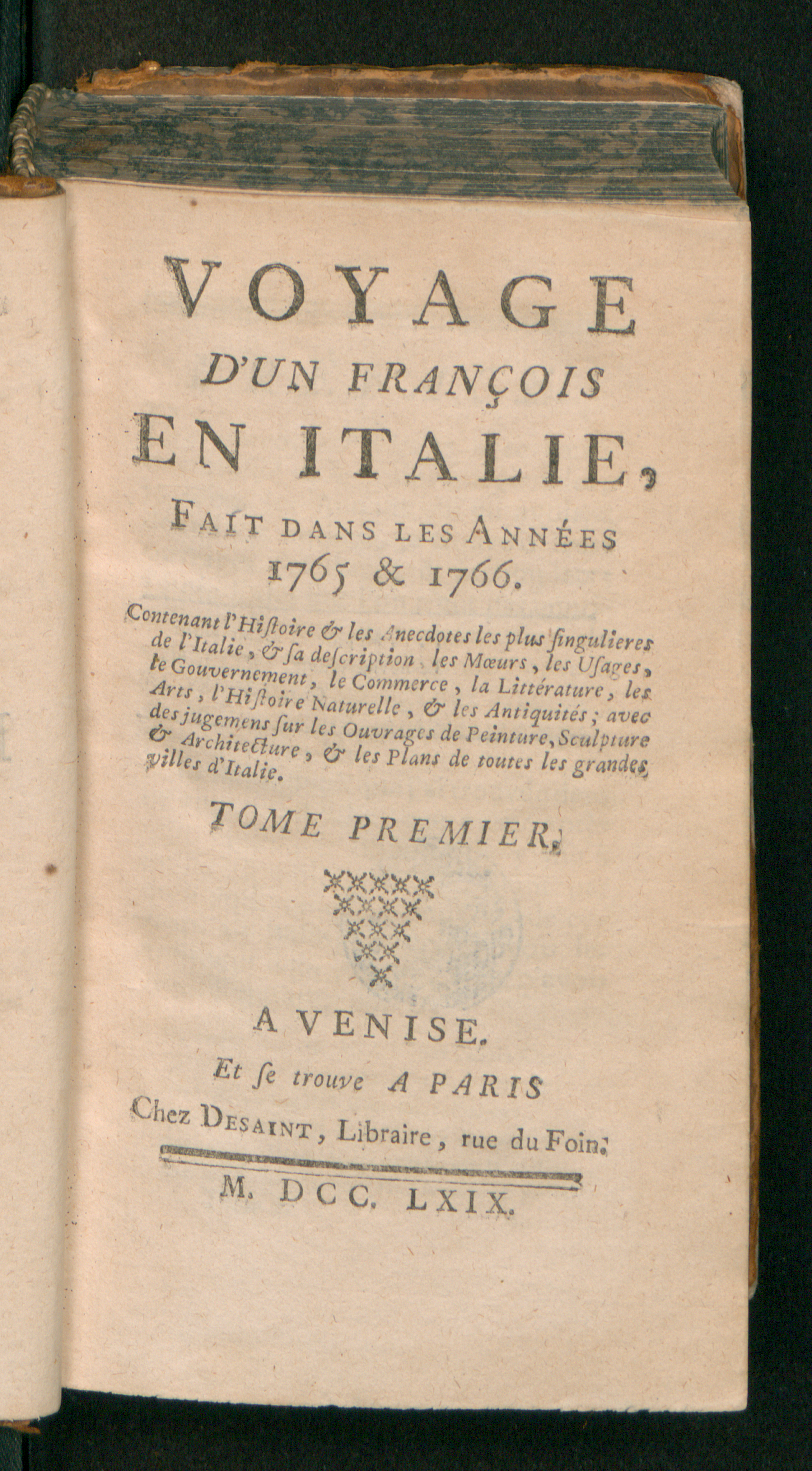
Voyage d'un françois en Italie, fait dans les années 1765 et 1766. Tome premier, 1769

비록 그의 관측 결과는 그의 천재성보다는 근면성에 근본을 두고 있었지만, 랄랑드는 천문학에 있어서 뛰어난 학자 중 한 명으로 꼽힌다. 그는 교수자나 글작가로도 천문학을 보급하는 데에 많은 기여를 하였다. 1802년 그의 이름을 따른 랄랑드 상이 제정되어 매년 천문학에 공헌한 사람에게 수여되었다.
그의 저서로는 다음과 같은 것이 있다.
- Traité d'astronomie (1764년, 1771년~1781년, 1792년)
- Voyage d'un françois en Italie (1769년)
- Astronomie des dames (1785년)
- Abrégé de navigation (1793년)
- Histoire céleste française (1801년)

## 같이 보기
- 랄랑드 21185
- 고양이자리
- 사분의자리
- 큰개자리 VY

 본 문서에는 현재 퍼블릭 도메인에 속한 브리태니커 백과사전 제11판의 내용을 기초로 작성된 내용이 포함되어 있습니다.